# Viktor Pfeifer

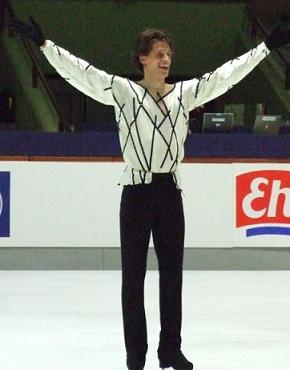
Viktor Pfeifer

Viktor Pfeifer (Graz, 16 mei 1987) is een Oostenrijkse kunstschaatser die tegenwoordig in de Verenigde Staten woont. Pfeifer is actief als solist en traint tegenwoordig bij Irina Romanova. Voorheen onder andere bij Priscilla Hill.

## Persoonlijke records
| records             | punten | datum      | toernooi         |
| ------------------- | ------ | ---------- | ---------------- |
| Hoogste totaalscore | 194.77 | 26-01-2013 | EK               |
| Hoogste korte kür   | 067.34 | 24-01-2013 | EK               |
| Hoogste vrije kür   | 129.34 | 25-09-2009 | Nebelhorn Trophy |

## Belangrijke resultaten
| Kampioenschap           | 98/99 | 99/00 | 00/01 | 01/02  | 02/03 | 03/04  | 04/05 | 05/06 | 06/07  | 07/08 | 08/09 | 09/10 | 10/11 | 11/12 | 12/13 | 13/14 |
| ----------------------- | ----- | ----- | ----- | ------ | ----- | ------ | ----- | ----- | ------ | ----- | ----- | ----- | ----- | ----- | ----- | ----- |
| Olympische Spelen       |       |       |       |        |       |        |       | 22e   |        |       |       | 21e   |       |       |       | 26e   |
| Wereldkampioenschap     |       |       |       |        |       |        | 23e   | 26e   |        |       | 29e   | 20e   | 26e   | 22e   | 20e   | 30e   |
| Europees Kampioenschap  |       |       |       |        |       |        | 18e   | 18e   |        |       | 29e   | 17e   | 18e   | 18e   | 08e   | 14e   |
| Nationaal Kampioenschap |       |       |       | 4e     | Goud  | Zilver | Goud  | Goud  | Zilver |       | Goud  | Goud  | Goud  | Goud  | Goud  | Goud  |
| WK junioren             |       |       |       |        |       |        | 12e   | 15e   |        |       |       |       |       |       |       |       |
| NK Junioren             | *     |       | *     | Zilver |       |        |       |       |        |       |       |       |       |       |       |       |

* als Novice